# انتخابات پارلمانی توگو (۲۰۱۸)
انتخابات پارلمانی توگو (۲۰۱۸) در تاریخ ۲۰ دسامبر ۲۰۱۸ در توگو برگزار شد. آنها در ابتدای ماه ژوئیه ۲۰۱۸ برنامه‌ریزی کرده بودند، اما به تعویق افتاد تا جامعه اقتصادی دولتهای غرب آفریقا (اکواس) برای انتخابات و رای‌گیری در تاریخ ۲۰ دسامبر فراخوان داد. احزاب اصلی اپوزیسیون، که اتحاد سی ۱۴ را تشکیل دادند، انتخابات را پس از امتناع رئیس‌جمهور فاوره گناسینگبه از برگزاری انتخابات تحریم کردند تا به‌طور کامل اصلاحات قانون اساسی پیشنهاد شده را لغو کند که به او اجازه خواهد داد تا سال ۲۰۲۰ بیش از دو سال دیگر به ریاست جمهوری‌اش ادامه دهد.

## نظام انتخاباتی
مجلس نمایندگان جمهوری توگو ۹۱ کرسی دارد که نمایندگانش با رای مردم برای دوره‌ای پنج ساله انتخاب می‌شوند. ۹۱ نماینده مجلس ملی از طریق یک لیست بسته به صورت تناسبی از ۳۰ حوزه انتخابی که هر کدام بین ۲ تا ۱۰ کرسی دارند، انتخاب می‌شوند. کرسی‌ها به بالاترین میانگین آرا اختصاص داده می‌شود.